# James Whitney
James Pliny Whitney (2 de octubre de 1843 - 25 de septiembre de 1914) fue un político en la provincia canadiense de Ontario. Whitney era abogado en el este de Ontario, diputado conservador del condado de Dundas de 1888 a 1914, y el sexto Primer ministro de Ontario de 1905 a 1914.

## Biografía
Whitney nació en Williamsburgh Township en 1843 y asistió al Cornwall Grammar School antes de ingresar a la oficina de leyes de John Sandfield Macdonald en la década de 1860, pero no retomó sus estudios de leyes sino hasta 1871, titulándose en 1875.
Llegó a convertirse en líder del partido en 1896, llevándolo desde un limitado e intolerante partido a convertirlo en un partido progresista determinado a construir la provincia. En las elecciones de 1905 llevó a los torys a la victoria por primera vez en 33 años derrotando al gobierno del Partido Liberal de George William Ross

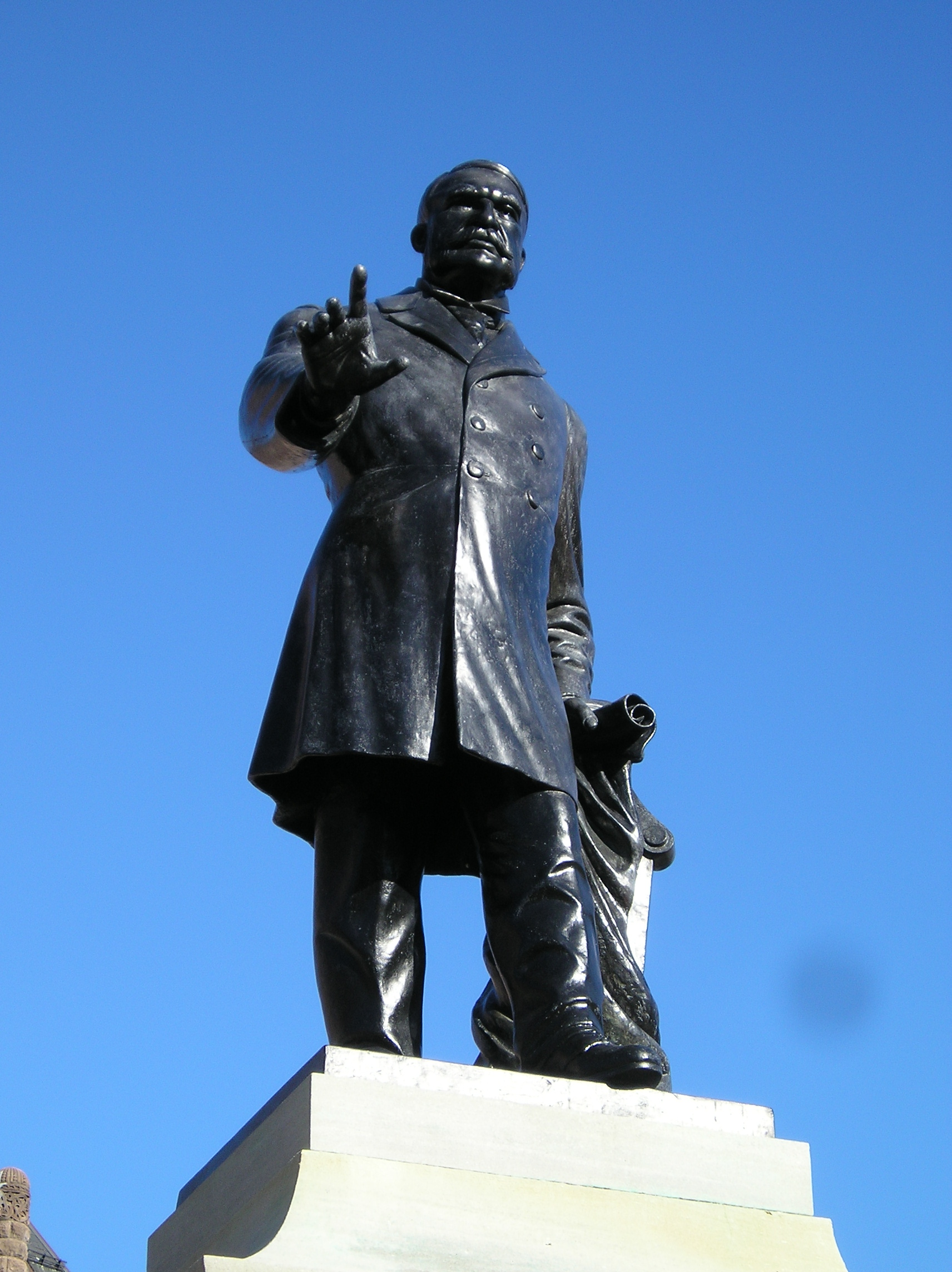
Estatua de Sir James Pliny Whitney en Queen's Park, Toronto.

El gobierno de Whitney se basaba en el desarrollo industrial de Ontario, creando la Comisión de Fuerza Hidroeléctrica de Ontario, con Sir Adam Beck como su presidente y conductor. Su gobierno también aprobó el Acta de Compensación de los Trabajadores y promulgó leyes por la templanza. También apaciguó los sentimientos anticatólicos y anti francocanadienses de los partidarios de la Orden de Orange de su camarilla (entre ellos George Howard Ferguson) aprobando el Reglamento 17. Este reglamento prohibía la enseñanza del francés más allá de los tres primeros años de escolaridad. La medida caldeó los ánimos en la opinión francocanadiense en todo el país, particularmente en Quebec, y dividió al país en su entrada a la Primera Guerra Mundial.
Whitney murió en el cargo poco después de ganar las elecciones de 1914.
- Datos: Q3161488
- Multimedia: James Whitney / Q3161488